# Görgő (település)
Görgő (szlovákul: Spišský Hrhov, korábban Harchov, németül: Gorgau, lengyelül: Harchów) község Szlovákiában, az Eperjesi kerület Lőcsei járásában.

## Fekvése
Lőcsétől 5 km-re délkeletre fekszik.

## Története
Területén a leletek tanúsága szerint már az újkőkorszakban éltek emberek.
A falu a 12. század első felében keletkezhetett, első írásos említése 1243-ból származik, amikor „Gurgew”, „Gergew” alakban szerepel. 1260-ban „Gyrgow” néven írják. IV. László 1278-ban a Görgey-család elődeként ismeretes Jordan comes fiainak adományozta évi egy aranyforint fejében. Ekkor „Gurgeu”,  1280-ban „Gargou” alakban említik. 1280-ban már két Görgő létezett. Az egyik, a „Tótgörgő” („Gargou villa Sclavonicalis”) a Görgeyeké, amely örökhaszonbér szerinti kiváltságokat kapott. A másik a tatárjárás után németekkel betelepített „Németgörgő” („Teutonicalis Gargou”). A 14. században már a falu egész határa a Görgeyeké volt és 1848-ig részben az övék is maradt. A család Jordan nevezetű leszármazottja I. Károly oldalán harcolt a rozgonyi csatában és ott életét veszítette. A király ezért 1312-ben elengedte a IV. László által megszabott haszonbér fizetésének kötelezettségét. A 16. században emeletes kő udvarház épült itt, melyet Görgey Benedek 1583-ban megerősített. A reformáció idején Arnold de Gara gróf nemesi iskolát létesített itt, amely 1666-ban szűnt meg. 1787-ben 100 házában 736 lakos élt.
A 18. század végén Vályi András így ír róla: „GÖRGŐ. Gorg. Harhov. Tót falu Szepes Vármegyében, földes Ura Görgei Uraság, lakosai katolikusok, fekszik Késmárkhoz egy jó mértföldnyire, ambár mind a’ két féle fája van kevés, legelője is elégtelen, de mivel földgye jó termékenységű, vagyonnyainak eladására alkalmatos módgya van, első Osztálybéli.”
1828-ban 119 háza és 871 lakosa volt.
Fényes Elek 1851-ben kiadott geográfiai szótárában így ír a faluról: „Görgő, (Gorg, Harhow), tót falu, Szepes vmegyében, Lőcséhez délkeletre egy órányira: 852 kath.,19 evang. lak. Kath. paroch. templom. Sok csinos uri kastély és lakház. Tágas és jó határ. F. u. a Görgey nemzetség.”
A 19. század második felében a Görgeyek maradék birtokát is a Csákyak vették meg, akik szeszgyárat létesítettek itt. A trianoni diktátumig Szepes vármegye Lőcsei járásához tartozott.

## Népessége
| Év:            | 1994. | 2004.    | 2014.    | 2024.    |
| -------------- | ----- | -------- | -------- | -------- |
| Emberek száma: | 859   | 1020     | 1408     | 1910     |
| Eltérés:       |       | +18,74 % | +38,03 % | +35,65 % |

| Év:            | 2023. | 2024.   |
| -------------- | ----- | ------- |
| Emberek száma: | 1902  | 1910    |
| Eltérés:       |       | +0,42 % |

1910-ben 685-en, többségében szlovákok lakták, jelentős magyar kisebbséggel.
2011-ben 1333 lakosából 1173 szlovák.

## Nevezetességei
- Szent Simon és Júdás apostolok plébániatemploma a tatárjárás után épült fel kora gótikus stílusban. 1700 körül kora barokk stílusban építették át. Tornyát az 1708-as tűz után reneszánsz stílusban építették fel.
- A ma álló kastélyt valószínűleg a régi felhasználásával építtették a Csákyak a 19. század elején. Körülötte 17 hektáros park található, az egyik legnagyobb park Szlovákiában.

## Neves személyek
- Itt született 1681. április 12-én görgői és toporci Görgey Imre teológiai tanár, a nagyszombati egyetem bölcsészeti karának dékánja.
- Itt született 1812-ben Görgey Ármin magyar hadnagy, Görgei Artúr bátyja.